# هابيل باتشيكو
هابيل باتشيكو (بالإسبانية: Abel Pacheco de la Espriella)‏ (و. 1933 – م) هو كاتب، وسياسي، وطبيب نفسي من كوستاريكا ولد في سان خوسيه، كوستاريكا.

## التعليم
تعلم في الجامعة الوطنية المستقلة في المكسيك، وجامعة ولاية لويزيانا.

## روابط خارجية
- هابيل باتشيكو على موقع الموسوعة البريطانية (الإنجليزية)
- هابيل باتشيكو على موقع مونزينجر (الألمانية)
- هابيل باتشيكو على موقع إن إن دي بي (الإنجليزية)